# 扎爾莫克西斯峰

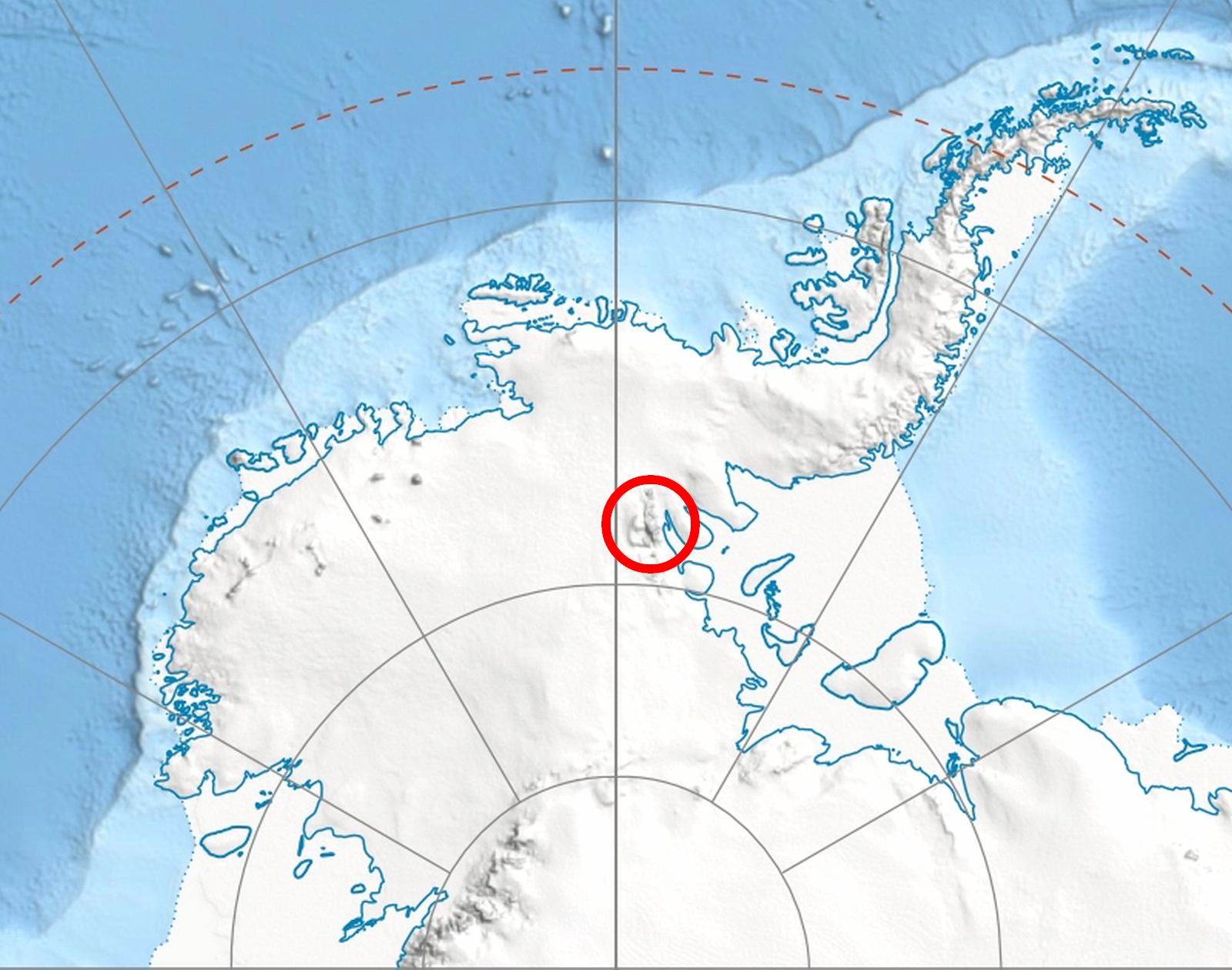

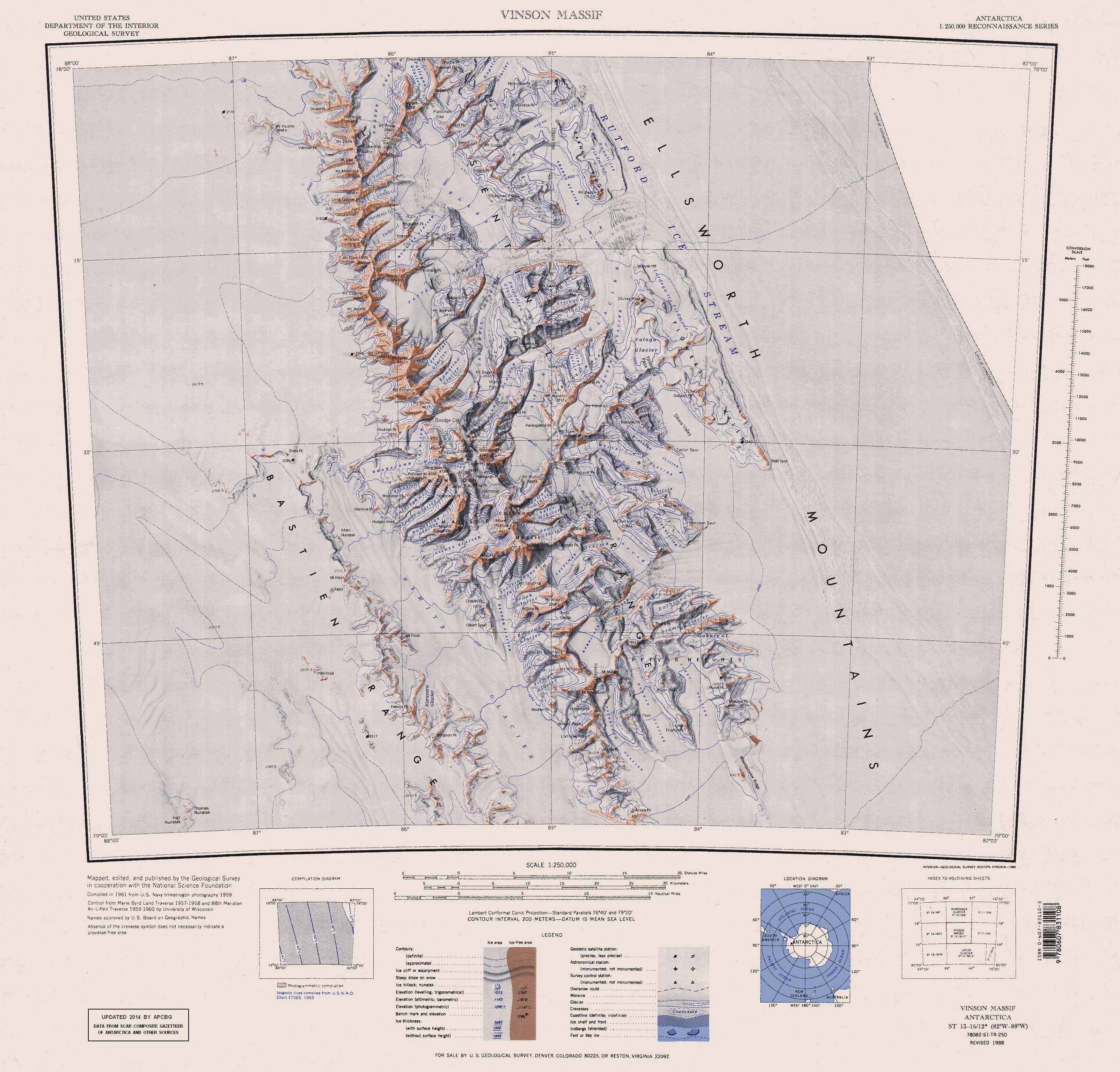

扎爾莫克西斯峰（英語：Zalmoxis Peak），是南極洲的山峰，位於埃爾斯沃思地，處於熊皮山東北面2.95公里、詹珀山以南7.9公里和馬馬爾切夫峰西南面8.8公里，屬於埃爾斯沃思山脈中森蒂納爾嶺的一部分，海拔高度2,500米，現時由南極條約體系管理。